# 猩猩緋
猩猩緋（しょうじょうひ、猩々緋）、猩々緋色（しょうじょうひいろ）は、臙脂（えんじ）色と区別するために付けられた色名で、色彩は赤みの強い赤紫色。
ポルトガルやスペインとの南蛮貿易の舶来品で知られる色で、室町時代後期以降に流行する。特に戦国時代、武士は南蛮貿易で入手した猩々緋色の羅紗（らしゃ）の生地で陣羽織などを仕立て、珍重された色である。
色彩の対比 - 標準的な赤色 - 猩々緋色
|  |  |

## 歴史

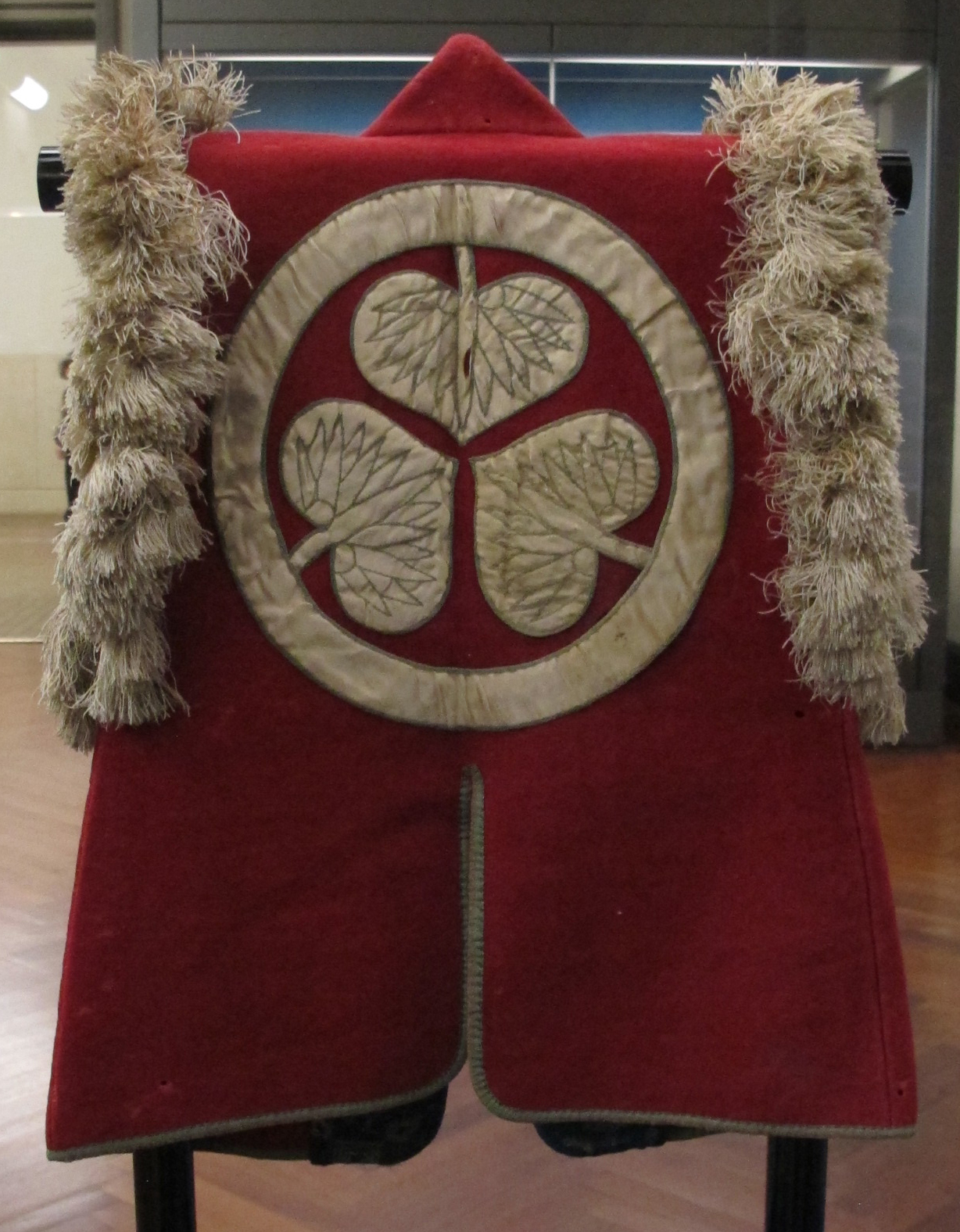
猩猩緋羅紗地葵紋付陣羽織（東京国立博物館蔵）

色名の由来は、能の演目『猩々』の役者の面や装束が鮮やかな赤色・緋色のため、その印象が強かったことに加えて、舶来品への想像が重なり、猩々緋の色合いを「猩々の血を材料にしているからだ」などと人々が揶揄し、この名前で呼びならわすようになった。
猩々は中国古典に登場する架空の生き物であって、猩々の血はあくまで作り話であり、実際の原料は昆虫のケルメス、あるいはコチニールカイガラムシかエンジ虫（ラックスラック）によって染めたと考えられている。
羅紗は舶来品の稀少価値から室町 - 安土桃山 - 江戸時代と高級品とした紡毛織物だが、中でも猩々緋の羅紗は織田信長や豊臣秀吉など名のある武士が陣羽織に仕立て愛用したため、権力や権威を表わす最上の高級品として扱われた。
江戸時代では淀屋という商人が買い集めた猩々緋の羅紗を、幕府が没収することもあったといわれ、正徳2年（1712年）成立の『和漢三才図会』では猩々緋の羅紗を「猩々皮」と記し紹介している。19世紀（江戸時代）の現存品では、猩々緋の火消し装束や女性用の火事装束の羽織・胸当て・袴・頭巾などを東京国立博物館が所蔵し、当時の遺風を伝えている。
羅紗と共に主に武士の間で好まれ、陣羽織への使用が代表例となっているが、江戸時代以降も今日まで引き続き装束や和服で用いられ、猩々緋は日本の伝統色の1つとなっている。

## 美術品

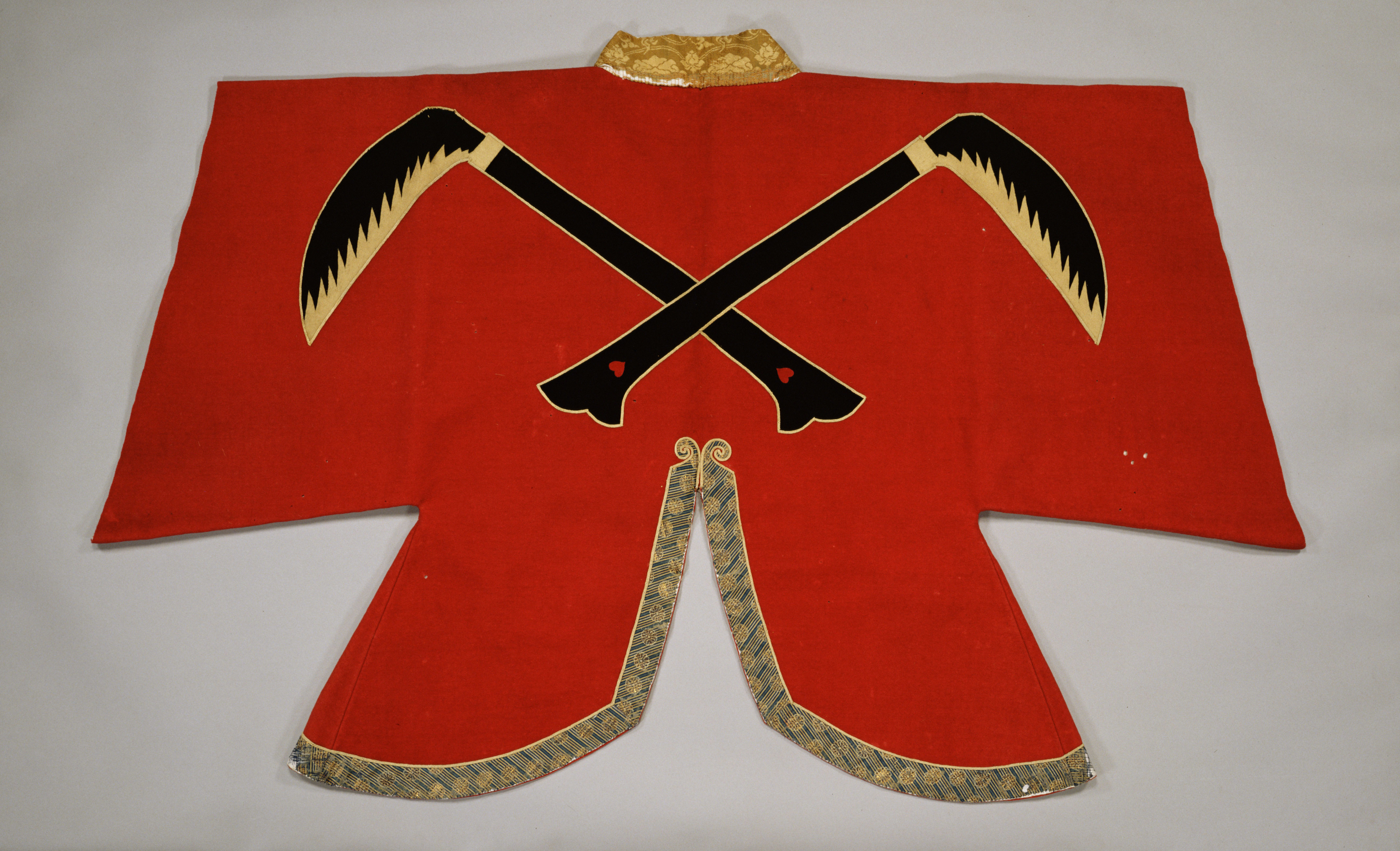
伝・小早川秀秋所用の猩々緋羅紗地違い鎌模様陣羽織（重要文化財、東京国立博物館所蔵）

「猩々緋羅紗地違い鎌模様陣羽織」（しょうじょうひらしゃじちがいがまもよう）東京国立博物館（重要文化財）
安土桃山時代 - 小早川秀秋が所用した陣羽織。表地に猩々緋の羅紗を用いた袷で、背表には敵を倒す尚武的な意義と諏訪明神への信仰から「違い鎌」紋が、切嵌・切付によって施されている。
「緋地羅紗合羽」（ひじらしゃかっぱ）もりおか歴史文化館（重要文化財）
安土桃山時代 - 猩々緋の羅紗を用いた羽織形の上着。裾や角袖がボタンで取り外し可能となった珍しい意向に、ボタン・金モールは西洋的な装飾の趣もみえ異国趣味を表わしている。
「猩々緋羅紗地鯉模様火消装束」（しょうじょうひらしゃじこいもよう）東京国立博物館
江戸時代 - 羽織・胸当・袴・頭巾の火消し装束。
「猩々緋羅紗地波鯉模様火事装束(女性用）」（しょうじょうひらしゃじなみにこいもよう）東京国立博物館
江戸時代 - 羽織・胸当・袴・頭巾の火事装束。防火衣ではなく、火災が起きた際の避難用として大名奥方が着用する。
「猩々俳陣羽織」（しょうじょうひじんばおり）東京国立博物館
江戸時代 - 小堀遠州が所有した陣羽織。
「猩々緋地応龍波涛文様陣羽織」東京国立博物館
江戸時代 - 御狂言師（女性舞踊家)の坂東三津江が所有した陣羽織。

## 猩々緋の扱われている文学作品
『形』（菊池寛）
いつも猩々緋の陣羽織を着て暴れ周り、敵に恐れられていた武士が、初陣の名づけ子に懇願されて猩々緋の陣羽織を貸し、別のいでたちで出陣する。すると、いつもと勝手が違い、逃げ回るはずの雑兵たちが勇敢に立ち向かうため思いのほか苦戦する。彼が「形」の力に気づいたときは既に遅く、なんということも無い雑兵の一撃によって武者は絶命してしまう。

## 近似色
- 赤
- 緋色